# Aphrastasia
Aphrastasia är ett släkte av insekter som beskrevs av Carl Julius Bernhard Börner 1909. Aphrastasia ingår i familjen barrlöss.
Släktet innehåller bara arten Aphrastasia pectinatae.